# Signora Violante
Signora Violante (1682-1741) fue una bailarina de cuerda floja, acróbata, actriz de la comedia del arte y directora de una compañía de teatro.

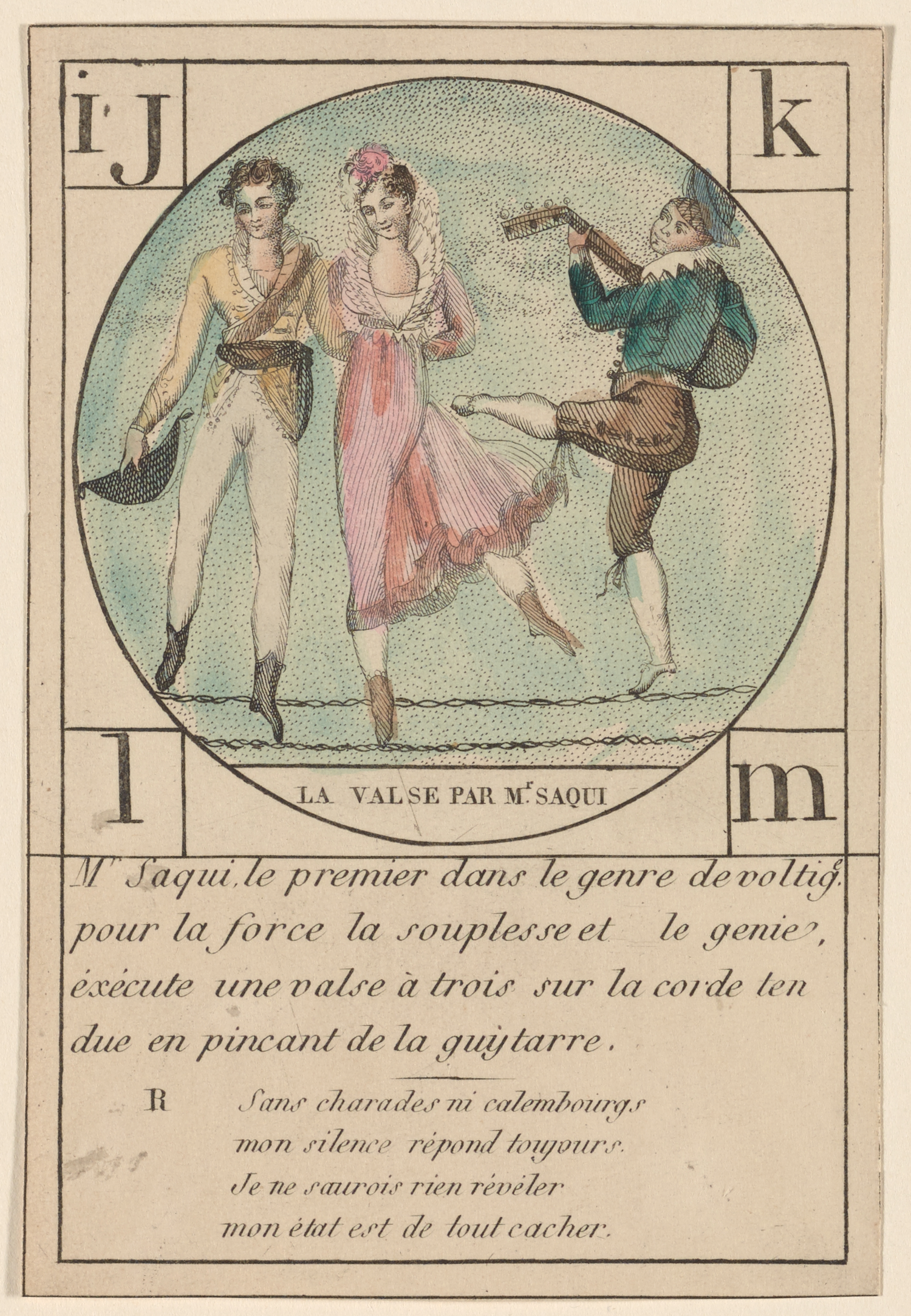
baile de cuerda

## Biografía
La artista Signora Violante era italiana o francesa, y estuvo activa como tal desde 1720.  Estaba casada con un italiano, el señor Violante, que era deslizador de cuerdas. No se conocen con certeza ni su apellido de soltera ni su apellido de casada, y ella y su marido a veces también son nombrados como Larini en las noticias de los periódicos contemporáneos. También se la conoce como Madam Violante y como Señora Violante en algunas fuentes del siglo XVIII.
Sus hijos formaban parte de los artistas de su compañía. Su hija Rosina Violante, bailarina, se casó más tarde con el bailarín George Richard Estcourt Luppino, hijo de los bailarines George Charles Luppino y Charlotte Mary Estcourt, y antepasado de la familia de artistas y diseñadores Lupino.

### Carrera
Las primeras apariciones de Violante en Londres, en la primavera de 1720, fueron trabajando con la compañía francesa de De Grimbergue en los teatros King's Theatre y Lincoln's Inn Fields. Sus actuaciones en estos espectáculos incluían bailes de cuerdas con banderas, a veces anunciados en carteles como "El florecimiento de los colores"; su baile con cuerdas inspiró un poema publicado en Oxoniensis el 6 de junio de 1720. Otra actuación de Violante sobre la que hay información fue bailar un minueto, estando sobre la cuerda floja, con un niño colgando de cada tobillo. Se dice que en 1727 Violante bailaba sobre la cuerda floja con espadas atadas a sus piernas, un niño en equilibrio sobre sus hombros y dos niños en sus tobillos.
Violante regresó a Londres en 1726 al Teatro Haymarket, donde permaneció durante una temporada de 70 noches, realizando acrobacias, bailes y pantomima, entre el 2 de noviembre de 1726 y el 28 de abril de 1727. Estuvo en Dublín en 1727, y regresó al Teatro Haymarket de Londres con una nueva compañía para actuar regularmente del 23 de octubre al 6 de mayo de 1728, incluida la pantomima The Rivals en la que interpretaba el papel de Colombina. La compañía representó The Rivals en Bristol en el verano de 1728, donde su esposo, se deslizo con una cuerda a través del río Servern, desde St Vincent's Rocks en Clifton, una distancia de 500 yardas en treinta segundos, ante una multitud.
Violante tuvo un gran impacto en la escena teatral de Dublín de principios del siglo XVIII. Trabajó en Dublín durante tres temporadas de teatro, tiempo durante el cual, en 1730, Violante y su bailarín principal Lalauze establecieron el Dame Street Booth, un rival del Theatre Royal.
Luego viajó a Edimburgo donde vivió en Carruber's Close. En Edimburgo, los magistrados negaron a su empresa el permiso para actuar en aquella jurisdicción. Después de esto, su compañía actuó por toda Gran Bretaña y es posible que también actuaran en París. Uno de sus espectáculos era una versión pirata de The Beggar's Opera, cuyo elenco incluía a Peg Woffington, a quien Violante "descubrió" cuando era niña, llevando agua al lavadero de su madre.
En 1735 la Signora Violante se instaló en Edimburgo, donde alquiló el piso inferior de la sala de la Incorporación de la Capilla de María desde 1738, continuó actuando como bailarina de cuerda y dirigió una escuela de danza.
La signora Violante murió en 1741.